# Moses Lake
Moses Lake ist eine Stadt mit dem Status City des Grant County im US-amerikanischen Bundesstaat Washington mit 25.146 Einwohnern (Stand: 2020).

## Geographie
In einer Entfernung von rund 40 Kilometern befindet sich Ephrata, der Verwaltungssitz (County Seat) des Grant County im Nordwesten. Etwa 100 Kilometer entfernt liegt Ellensburg im Westen. Die im Nordosten gelegene Stadt Spokane ist ca. 150 Kilometer entfernt. Der Highway Interstate 90 tangiert Moses Lake im Süden. Die Stadt liegt am gleichnamigen See Moses Lake.

## Geschichte
Bereits um 1880 ließen sich Siedler in der Region nieder. Nach Verhandlungen mit dem Indianerhäuptling Moses und einem Landtausch gründeten sie eine Siedlung, die jedoch erst im Jahre 1938, ebenso wie der nahe See zu Ehren des Häuptlings „Moses Lake“ genannt wurde. Im Jahr 1942 wurde die Larson Air Force Base als Ausbildungsplatz für Bomber- und Jägerpiloten der United States Army Air Forces eröffnet, die nach Ende des Zweiten Weltkrieges aber kurzzeitig wieder geschlossen wurde. Später wurde sie für Testflüge der Boeing-Flugzeugwerke wieder in Betrieb genommen.

## Wirtschaft
Im Jahr 1984 errichtete Union Carbide (heute REC Silicon) in Moses Lake eine Siliziumfabrik. SGL Carbon und BMW eröffneten im Jahr 2010 hier gemeinsam eine Kohlenstofffaserfabrik zur Herstellung von Materialien für besonders leichte Automobilteile und investierten dafür 100 Millionen US$. Bis 2015 wurde die Kapazität auf 9.000 t Kohlenstofffasern pro Jahr erhöht. Die SGL Group übernahm 2017 die Minderheitsbeteiligung von BMW am Gemeinschaftsunternehmen.

## Demographie
Im Jahre 2011 wurde eine Einwohnerzahl von 20.500 Personen ermittelt, was eine Steigerung um 37,1 % gegenüber dem Jahr 2000 bedeutet. Das Durchschnittsalter der Bewohner lag im Jahre 2011 mit 32,1 Jahren deutlich unter dem Durchschnittswert von Washington, der 46,6 Jahre betrug.

## Söhne und Töchter der Stadt
- Tim Cole (* 1950), Autor
- Clarence Gilyard junior (1955–2022), Schauspieler
- Joseph Jude Tyson (* 1957), Bischof
- Bryan Warrick (* 1959), Basketballspieler
- Kirk Triplett (* 1962), Berufsgolfspieler[10][11]
- Matt Cedeño (* 1973), Schauspieler
- Pierson Fode (* 1991), Schauspieler und Model